# 아라카와정 (와카야마현)
아라카와정(安楽川町)은 와카야마현 나가군에 설치되었던 정이다. 현재의 기노카와시에 해당한다.